# Ramses II (Panzer)
Ramses II ist eine Kampfwertsteigerung der ägyptischen Panzer T-54 und T-55. Die ägyptische Armee beauftragte 1984 Teledyne Continental Motors Inc. (TCM, heute General Dynamics Land Systems) ebendiese Kampfwertsteigerung für ihre veraltete T-54/T-55-Flotte zu entwickeln. Daraus entstand ein Prototyp (T-54E), der ein Hybrid aus dem M48/M60 und dem T-54 war, denn bis auf die klassische Turm- und Wannenfront wurde vieles aus Bauteilen des M48/M60 neu konstruiert.

## Entwicklungsgeschichte
1984 erhielt Teledyne Continental Motors Inc. (TCM, heute General Dynamics Land Systems) einen T-54 der ägyptischen Armee, mit dem Auftrag eine Kampfwertsteigerung zu entwickeln, um später die Mobilität und Feuerkraft des restlichen ägyptischen T-54/T-55 Arsenals zu verbessern. Aus den Vereinigten Staaten wurde daraufhin im Januar 1987 ein Prototyp namens T-54E (E für Egypt) nach Ägypten verbracht, welcher dort erprobt wurde und den Namen Ramses II erhielt (nach dem gleichnamigen Pharao). Eines der Hauptmerkmale des Ramses II ist die verlängerte Wanne, welche nun an jeder Seite sechs (auch im M48 verbaute) Laufrollen aufweist, um für den von TCM gebauten: AVDS-1790-5A Turbodiesel Platz zu schaffen.
Erst 2004 begann man mit der eigentlichen Modernisierung. Insgesamt war die Verbesserung von 425 T-54/T-55 geplant, doch die Aufrüstung wurde nach 260 Panzern vorerst gestoppt. Erst ab 2013 hat die Kampfwertsteigerung weiterer 160 bis 180 T-54/T-55 begonnen.

## Technik
Die eingebauten Verbesserungen machen den Ramses II zu einem Panzer, der dem ursprünglichen T-54/T-55 in vielfacher Hinsicht überlegen ist:

### Bewaffnung
Die modifizierte Bewaffnung besteht aus folgenden Systemen:
- Die Feuerleitanlage SABCA Titan Mk I[2]
- Eine 105 mm M68 Panzerkanone Hauptbewaffnung (Dieses Waffensystem ist ebenfalls in Ägyptischen M60A3 verbaut)[3]
- Ein 7,62 mm SGMT als koaxiales MG und ein .50-Cal (12,7) mm M2HB MG[1]
- Eine Stabilisierungsanlage von HR Textron Inc[2]
- Ein am Turm angebrachtes Flutlicht[2]
- Infrarot für Schütze und Fahrer[2]
- Ein Ballistischer Computer (Avimo TLIO-T) mit integriertem Laserentfernungsmesser für den Schützen[2]
- Ein Muzzle Referenz System ist standardmäßig eingebaut

### Antrieb
Hinzugefügte Antriebskomponenten:
- Ein AVDS-1790-5A Turbodiesel von TCM[1]
- Ein Renk RK-304 Getriebe[4]
- Zwei Auspuffrohre im hinteren Bereich an beiden Seiten der Wanne[2]
- Die Treibstoffkapazität wurde von 812 auf 1312 Liter erhöht[3]
- 6 Model 2880 in-arm hydropneumatische Federungen von General Dynamics Land Systems[2]
- 12 Typ-M48 Laufrollen[2]

### Schutz
Der Schutz wurde durch folgende Komponenten modifiziert:
- Eine neue Feuerlöschanlage im Motorabteil[4]
- 6 elektrische Rauchgranatenwerfer wurden am Turm angebracht[4]
- Ein neues Luftfiltersystem[2]
- Jeweils an beiden Seiten angebrachte Panzerschürzen[2]

## Nutzerstaaten
- Ägypten
  - Ägyptische Armee: 260 und Pläne für 160–180 weitere[2]